# Germana
Santa Germana (119 o 120-19 de enero de 154) es una virgen y mártir cristiana según la obra Santoral Español (1853), de Manuel Arriota y Gómez. Una Santa Germana martirizada en Cartago aparece en el martirologio romano citado en Antiquidades eclesiasticas de Espanà los quatro primeros siglos de la iglesia (1725), de fray Pablo de San Nicolás.

## Hagiografía
Según la tradición, Germana, nacida supuestamente en Bayona o Braga en el año 119 o 120, fue una de las nueve hijas que Calsia, esposa del entonces gobernador romano de Gallaecia y Lusitania Lucio Castelio Severo, dio a luz en un único parto. Asustada por el múltiple alumbramiento y temiendo ser repudiada por infidelidad, Calsia decidió deshacerse de las niñas, por lo que encomendó a su servidora Sila ahogarlas en secreto en el Río Este (según otras fuentes el río Miñor). Sila, quien era cristiana, optó por dejar a las recién nacidas en casa de varias familias conocidas, quienes las educaron en la fe católica, siendo todas ellas bautizadas por San Ovidio, obispo de Braga. Tras comparecer años después ante su propio padre acusadas de ser cristianas y sabiendo este que eran sus hijas, Germana y sus hermanas (Librada, Marina, Victoria, Quiteria, Eufemia, Marciana, Genibera y Basilia) rechazaron su oferta de vivir rodeadas de lujos y comodidades a cambio de renegar de Cristo. Lucio tomó la decisión de encarcelarlas con el fin de atemorizarlas, si bien las hermanas lograron escapar, viéndose obligadas a huir a diferentes lugares y siendo finalmente todas ellas martirizadas. Otra versión afirma, no obstante, que Lucio descubrió su partenidad durante el proceso tras advertir el parecido de las hermanas con su esposa Calsia, quien terminaría por confesar la verdad, concediendo el gobernador a sus hijas un día de plazo para elegir entre renunciar al cristianismo o morir (habiéndolas amenazado anteriormente con el suplicio), momento en que todas ellas huyeron.
Supuestamente, Germana sufrió martirio el 19 de enero de 154 en la antigua ciudad de Cartago (actual Túnez), al norte de África, puesto que según el martirologio romano citado por fray Pablo de San Nicolás, una santa del mismo nombre fue martirizada allí junto a ocho compañeros (Paulo, Geroncio, Januario, Saturnino, Julio, Sucesso, Cato y Pia), siendo probable, de acuerdo con varias representaciones de la santa, que fuese condenada a sufrir latigazos y a morir decapitada.